# Marcin Czech (urzędnik)
Marcin Wojciech Czech (ur. 27 sierpnia 1968 w Warszawie) – polski lekarz, specjalista zarządzania i urzędnik państwowy, profesor zwyczajny, doktor nauk medycznych, doktor habilitowany nauk ekonomicznych, w latach 2017–2019 podsekretarz stanu w Ministerstwie Zdrowia.

## Życiorys

### Wykształcenie i działalność naukowa
Absolwent Wydziału Lekarskiego Akademii Medycznej w Warszawie z 1992. Specjalizował się w zakresie epidemiologii (2012) i zdrowia publicznego (2016). Zdobył tytuł International MBA w Szkole Biznesu Politechniki Warszawskiej; ukończył też Studium Ekonomiki Zdrowia na Wydziale Nauk Ekonomicznych Uniwersytetu Warszawskiego.
Przez 9 lat był adiunktem w Zakładzie Farmakoekonomiki Warszawskiego Uniwersytetu Medycznego. Ukończył studia doktoranckie na Wydziale Inżynierii Produkcji Politechniki Warszawskiej w dziedzinie zarządzania. Odbył również staże zagraniczne m.in. w York University, University of Liverpool i McMaster University. 3 kwietnia 2002 obronił z wyróżnieniem pracę doktorską z medycyny (dyscyplina biologia medyczna) w Wojskowym Instytucie Medycyny Lotniczej pt. „Metody oceny opłacalności leczenia nadciśnienia tętniczego”. 13 października 2010 obronił na Wydziale Zarządzania Uniwersytetu Warszawskiego pracę habilitacyjną z zakresu nauk ekonomicznych (dyscyplina nauki o zarządzaniu) pt. „Farmakoekonomika jako narzędzie zarządzania w gospodarowaniu lekami w Polsce”. Był związany naukowo z Uniwersytetem Warszawskim i Instytutem Organizacji i Zarządzania w Przemyśle „Orgmasz”. Obecnie jest profesorem nadzwyczajnym Politechniki Warszawskiej (wykłada w Szkole Biznesu PW) i Instytucie Matki i Dziecka. Jest autorem ponad 200 prac i doniesień z dziedziny zarządzania, ekonomiki zdrowia, farmakoekonomiki i jakości życia, publikowanych w czasopismach zagranicznych i polskich. Był promotorem ponad 100 prac magisterskich i dyplomowych. Jest współautorem podręcznika akademickiego pt. „Farmakoekonomika. Ekonomiczna ocena programów ochrony zdrowia” oraz „Słownika Farmakoekonomicznego”, a także autorem książek: „Farmakoekonomika jako narzędzie zarządzania w gospodarowaniu lekami w Polsce”, „Farmakoekonomika w opiece farmaceutycznej” oraz „Farmakoekonomika i ocena technologii medycznych w gospodarowaniu lekami w Polsce. Diagnoza i koncepcje zmian”.
Uhonorowany nagrodami JM Rektora Warszawskiego Uniwersytetu Medycznego (w tym nagrodą indywidualną naukową pierwszego stopnia), nagrodą Rektora Politechniki Warszawskiej za program edukacyjny oraz nagrodą „Best and Brightest” firmy PwC.

### Działalność zawodowa
Jest członkiem zarządu Polskiego Towarzystwa Farmakoekonomicznego, dwukrotnie pełniąc funkcję jego prezesa (od 2004 do 2006 i od 2016). Działa również w międzynarodowym International Society for Pharmacoeconomics and Outcomes Research. Zasiada we władzach Polskiego Towarzystwa Opieki Koordynowanej. Należy do grup roboczych (m.in. w Polskiej Akademii Nauk), rad redakcyjnych i naukowych czasopism, recenzuje artykuły naukowe oraz prace doktorskie. Brał udział w tworzeniu wytycznych oceny technologii medycznych AOTMiT oraz realizacji grantów naukowych, w tym unijnych. Pracuje jako biegły z zakresu ekonomiki zdrowia.
Był zatrudniony w firmach farmaceutycznych Servier (od 1999 do 2008) oraz Novo Nordisk (od 2008 do 2015), odpowiadając za kwestie związane z ekonomiką zdrowia w państwach Europy Środkowej. Współtworzył European Health Economics and Outcomes Research Centre of Excellence.
1 sierpnia 2017 powołany na stanowisko podsekretarza stanu w Ministerstwie Zdrowia, odpowiedzialnego za politykę lekową (z wyłączeniem decyzji w sprawach firm, w których wcześniej był zatrudniony). W styczniu 2019 na własną prośbę został odwołany ze stanowiska.